# 当县

當斯縣在古吉拉特邦的位置

當縣（Dang district）為印度古吉拉特邦轄縣。該縣地處古吉拉特邦東南角上，東南部與馬哈拉施特拉邦接壤，西部與瑙萨里县接鄰，北部和苏拉特县相連。全縣面積1,764平方公里，人口228,291人（2011年），基本為鄉村人口。 行政中心駐阿赫瓦。